# Los Angeles Rams 1987
La stagione 1987 dei Los Angeles Rams è stata la 49ª della franchigia nella National Football League e la 41ª a Los Angeles In una stagione accorciata di una gara per uno sciopero dei giocatori, i Rams terminarono con un record di 6-9 per la prima volta fuori dai playoff dal 1982. Il 31 ottobre 1987, i Los Angeles Rams cedettero Eric Dickerson agli Indianapolis Colts in uno scambio a tre che coinvolse i Buffalo Bills.

## Roster
| Roster dei Los Angeles Rams nel 1987 |
| --- |
| Quarterback - 8 Steve Dils - 11 Jim Everett - 12 Hugh Millen Running Back - 42 Greg Bell - 44 Mike Guman - 24 Buford McGee - 32 Tim Tyrrell - 33 Charles White Wide Receiver - 89 Ron Brown - 80 Henry Ellard - 83 Kevin House - 88 Mike Young Tight End - 81 David Hill Offensive Linemen - 60 Dennis Harrah G - 66 Tom Newberry G - 75 Irv Pankey T - 56 Doug Smith C - 78 Jackie Slater T - 61 Tony Slaton G - 68 Navy Tuiasosopo C Defensive Linemen - 71 Reggie Doss DE - 95 Dennis Edwards DE - 77 Gary Jeter DT - 69 Greg Meisner DE - 93 Doug Reed DE - 99 Alvin Wright DT Linebacker - 92 Kyle Borland - 50 Jim Collins - 91 Kevin Greene - 59 Mark Jerue - 52 Larry Kelm - 58 Mel Owens - 51 Norwood Vann - 54 Mike Wilcher - 57 Cary Whittingham - -- Kyle Whittingham Defensive Back - 21 Nolan Cromwell FS - 25 Jerry Gray CB - 28 Cliff Hicks CB - 47 LeRoy Irvin CB - 20 Johnnie Johnson SS - 22 Vince Newsome FS Special Team - 5 Dale Hatcher P - 1 Mike Lansford K     |
| Legenda - I rookie sono in corsivo. - Il primo ruolo è il principale mentre gli eventuali successivi indicano i ruoli secondari. - (IR) sta per Injured Reserve ed indica la lista ristretta per un solo giocatore infortunato che può tornare ad allenarsi dopo la settimana 6 e a rientrare in prima squadra dopo che questa ha giocato 8 partite. - (NF-Inj.) / (NF-Ill.) stanno rispettivamente per Non-Football Injured e Non-Football Illness ed indicano le liste dove viene inserito un giocatore che ha un infortunio o una malattia non dipendente dal football americano. - (PUP) sta per Physically Unable to Perform ed indica la lista dove viene inserito un giocatore mentre è in attesa di recuperare la condizione fisica. Nella stagione regolare dopo la sesta partita giocata dalla propria squadra, il giocatore ha tempo tre settimane per riprendere ad allenarsi, più tre settimane aggiuntive dal suo rientro agli allenamenti per rientrare in prima squadra. |

## Calendario
| Stagione regolare |                        |            |
| Turno             | Avversario             | Risultato  |
| 1                 | at Houston Oilers      | S 20–16    |
| 2                 | Minnesota Vikings      | S 21–16    |
| –                 | Cincinnati Bengals     | cancellata |
| 3                 | at New Orleans Saints  | S 37–10    |
| 4                 | Pittsburgh Steelers    | V 31–21    |
| 5                 | at Atlanta Falcons     | S 24–20    |
| 6                 | at Cleveland Browns    | S 30–17    |
| 7                 | San Francisco 49ers    | S 31–10    |
| 8                 | New Orleans Saints     | S 31–14    |
| 9                 | at St. Louis Cardinals | V 27–24    |
| 10                | at Washington Redskins | V 30–26    |
| 11                | Tampa Bay Buccaneers   | V 35–3     |
| 12                | at Detroit Lions       | V 37–16    |
| 13                | Atlanta Falcons        | V 33–0     |
| 14                | Dallas Cowboys         | S 29–21    |
| 15                | at San Francisco 49ers | S 48–0     |

## Classifiche
| NFC West               |    |    |   |      |     |      |     |     |     |
|                        | V  | S  | P | %    | DIV | CONF | PF  | PS  | STR |
| San Francisco 49ers(1) | 13 | 2  | 0 | .867 | 5–1 | 10–1 | 459 | 253 | V6  |
| New Orleans Saints(4)  | 12 | 3  | 0 | .800 | 4–1 | 8–3  | 426 | 283 | V9  |
| Los Angeles Rams       | 6  | 9  | 0 | .400 | 1–5 | 5–7  | 317 | 361 | S2  |
| Atlanta Falcons        | 3  | 12 | 0 | .200 | 1–4 | 3–8  | 205 | 436 | S3  |

## Premi
- Charles White:

comeback player of the year